# YouShould
 (septembre 2018).
YouShould est une société française fondée en 2013 fabriquant des vouchers de bons de consommation gratuite dans des bars.

## Historique
Les deux fondateurs ont l'idée de réserver les bars lors d’un voyage à Berlin en août 2012, les deux amis se rendent compte qu’aucun guide de bars ne leur convient et décident donc de créer le leur,.
Ils créent YouShould en septembre 2013.
En 2020, Privateaser annonce le rachat de YouShould. 

## Fonctionnement
YouShould se rémunère auprès des bars : ils sont facturés 3 € par invité. Pour les utilisateurs, c’est un système entièrement gratuit[précision nécessaire]. 
En août 2015, la plateforme ouvre les réservations à Lyon, Lille, Toulouse, Bordeaux, Grenoble, Rennes, Nantes, Strasbourg et Bruxelles, en Belgique. En septembre 2019, YouShould est partenaire de 829 établissements en France et Belgique,.
Un an après sa création, plus de 150 000 personnes ont utilisé YouShould en France pour la privatisation de bar,. 
En mars 2016, YouShould fait une levée de capital et se lance à l'international, au Royaume-Uni,, Danemark. 